# 小葉形軟珊瑚
小葉形軟珊瑚（学名：Lobophytum strictum）为軟珊瑚科葉形軟珊瑚屬下的一个种。